# Ташанківський дуб
Таша́нківський дуб — ботанічна пам'ятка природи місцевого значення в Україні. Об'єкт розташований на території східу Бориспільського району Київської області, в селі Ташань. 
Площа — 0,02 га, статус отриманий у 2018 році. Перебуває у віданні: Ташанська сільська громада. 
Один з найстаріших екземплярів дуба звичайного віком бл. 500 років, заввишки 26—28 м і завтовшки 150 см. На висоті 1,3 м дерево має в обхваті 5 м.